# Санцо, Сальваторе
Сальваторе Санцо (итал. Salvatore Sanzo, род.26 ноября 1975) — итальянский фехтовальщик (рапирист), чемпион и призёр Олимпийских игр.

## Биография
Сальваторе Санцо родился в 1975 году в Пизе. В 1992 году завоевал серебряную медаль в индивидуальном первенстве на чемпионате мира среди кадетов, в 1995 году — золотую медаль чемпионата мира среди спортсменов моложе 20 лет, в 1993 и 1995 годах выигрывал Кубок мира среди спортсменов моложе 20 лет, в 1994 — Чемпионат Европы среди спортсменов моложе 20 лет.
В 1995—2001 и в 2003—2007 годах Сальваторе Санцо ежегодно становился чемпионом Италии. В 1997 году он завоевал бронзовую медаль Чемпионата мира по фехтованию в составе сборной Италии, в 1998 — в индивидуальном первенстве. В 1999 году завоевал золотые медали Чемпионата Европы как в личном, так и в командном первенстве. Впоследствии не раз становился чемпионом и призёром первенств мира и европы.
На Олимпийских играх 2000 года в Сиднее Сальваторе Санцо завоевал бронзовую медаль в составе команды, на Олимпийских играх 2004 года в Афинах — золотую медаль в составе команды и серебряную в личном первенстве, на Олимпиаде 2008 года в Пекине — бронзовую медаль в личном первенстве. В 2000 году Сальваторе Санцо стал кавалером ордена «За заслуги перед Итальянской Республикой», а в 2004 году — командором этого же ордена.
В течение всей фехтовальной карьеры Санцо выступал за Спортивный центр карабинеров (Centro Sportivo Carabinieri).
Сальваторе Санцо имеет высшее образование в области юриспруденции, с 2004 года преподаёт на Факультете физвоспитания Пизанского университета. С 2005 года является также журналистом-фрилансером, сотрудничает с интернет-сайтом газеты «Gazzetta dello Sport».
14 сентября 2002 года Сальваторе Санцо женился на Фриде Скарпа (чемпионке мира по фехтованию 2001 года). 10 января 2005 года у них родилась дочь Вирджиния, а 10 ноября 2007 — сын Алессандро.